# Dinoseto

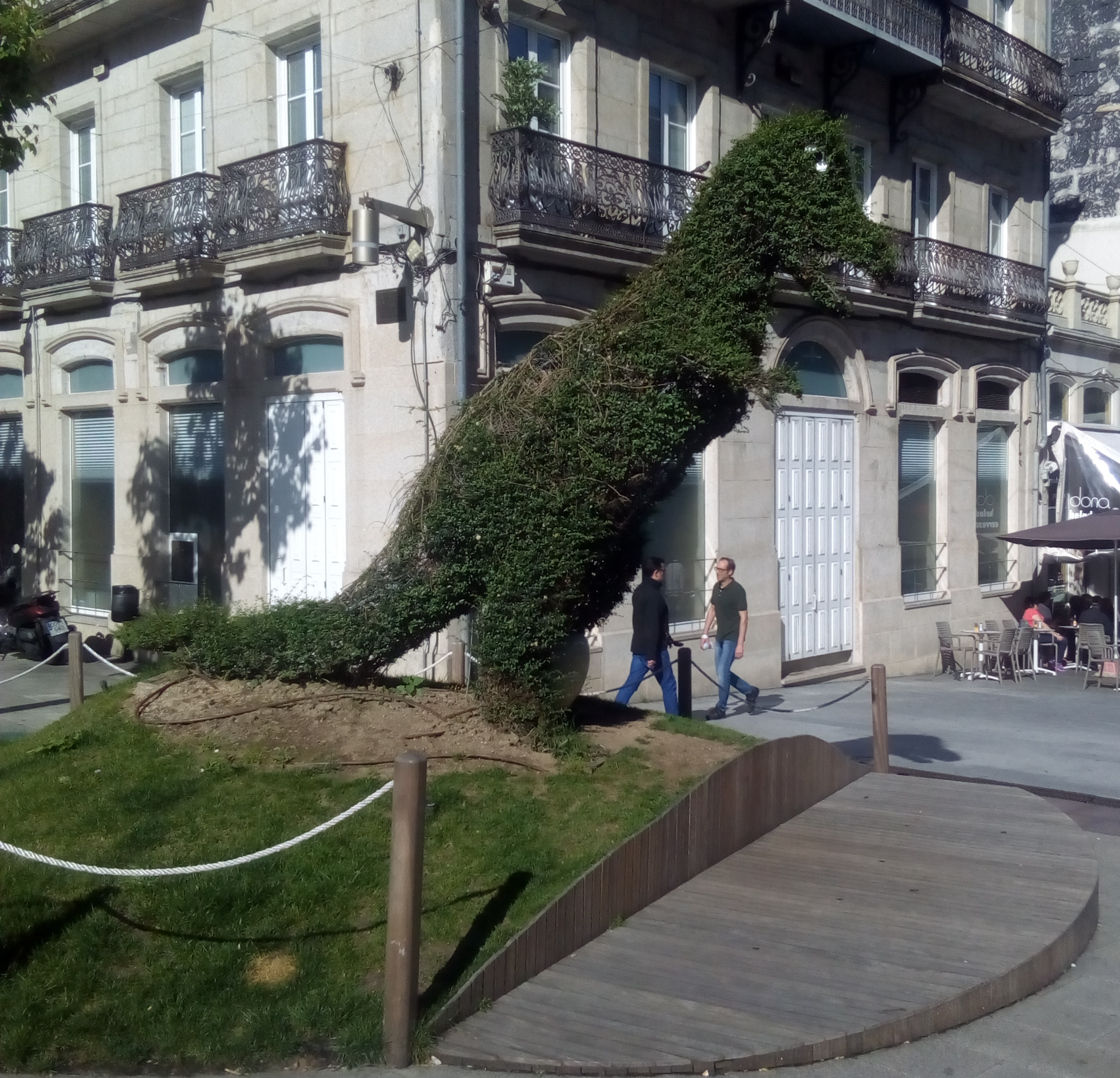
Dinoseto.

El Dinoseto era un arbusto con forma de dinosaurio que se exhibía en el centro de la ciudad de Vigo (España).
Su primera ubicación fue en la calle Rosalía de Castro de la ciudad debido a una equivocación de la empresa encargada de su instalación, ya que debía situarse inicialmente en un parque infantil situado en la parroquia de Navia, en las afueras de la ciudad. Sin embargo, el Dinoseto se convirtió de inmediato en un éxito en las redes sociales, lo que provocó que se ubicara permanentemente en el casco urbano de la ciudad, concretamente en la Plaza de Compostela. Es en este lugar donde se puede visitar actualmente y en el que se ha convertido en una de las grandes atracciones turísticas de la ciudad, convirtiéndose en tradición que los turistas se realicen un selfie en la plataforma que se encuentra situada al lado de la escultura, como fue el caso de Pedro Sánchez, candidato a la presidencia del gobierno de España por el Partido Socialista Obrero Español en las elecciones generales del año 2016, durante su visita a la ciudad en el mes de mayo del mismo año, o los músicos Luis Fonsi y James Rhodes, en 2017 y 2018 respectivamente.
Como consecuencia de su popularidad, el Ayuntamiento de Vigo ha colocado nuevos setos con forma de dinosaurio, como es el caso del Rinoseto (con forma de triceratops en Navia) o el del Dinosetiño, situado al lado del Dinoseto original en la Puerta del Sol de la ciudad.
En 2020 debido a las obras en la Puerta del Sol se trasladó temporalmente a la alameda de la Plaza de Compostela donde, debido además a la pandemia del  COVID-19, ha perdido popularidad.
47 meses después de su debut en la alameda de Vigo, a fecha de 4 de octubre de 2024, el dinoseto fue retirado de Plaza Compostela para ser reparado en el vivero "O Castro".

## Videojuego
Debido a la popularidad de Dinoseto en la ciudad de Vigo y en los municipios de su área de influencia, en enero del año 2017 y tras un año de trabajo, el ingeniero redondelano Javier Soto terminó el desarrollo del videojuego Dinoseto vs The World, que consiste en evitar obstáculos mientras el usuario maneja a Dinoseto por diversos escenarios de la ciudad de Vigo. El juego está actualmente disponible de forma gratuita para el sistema operativo Android.

## Galería de imágenes

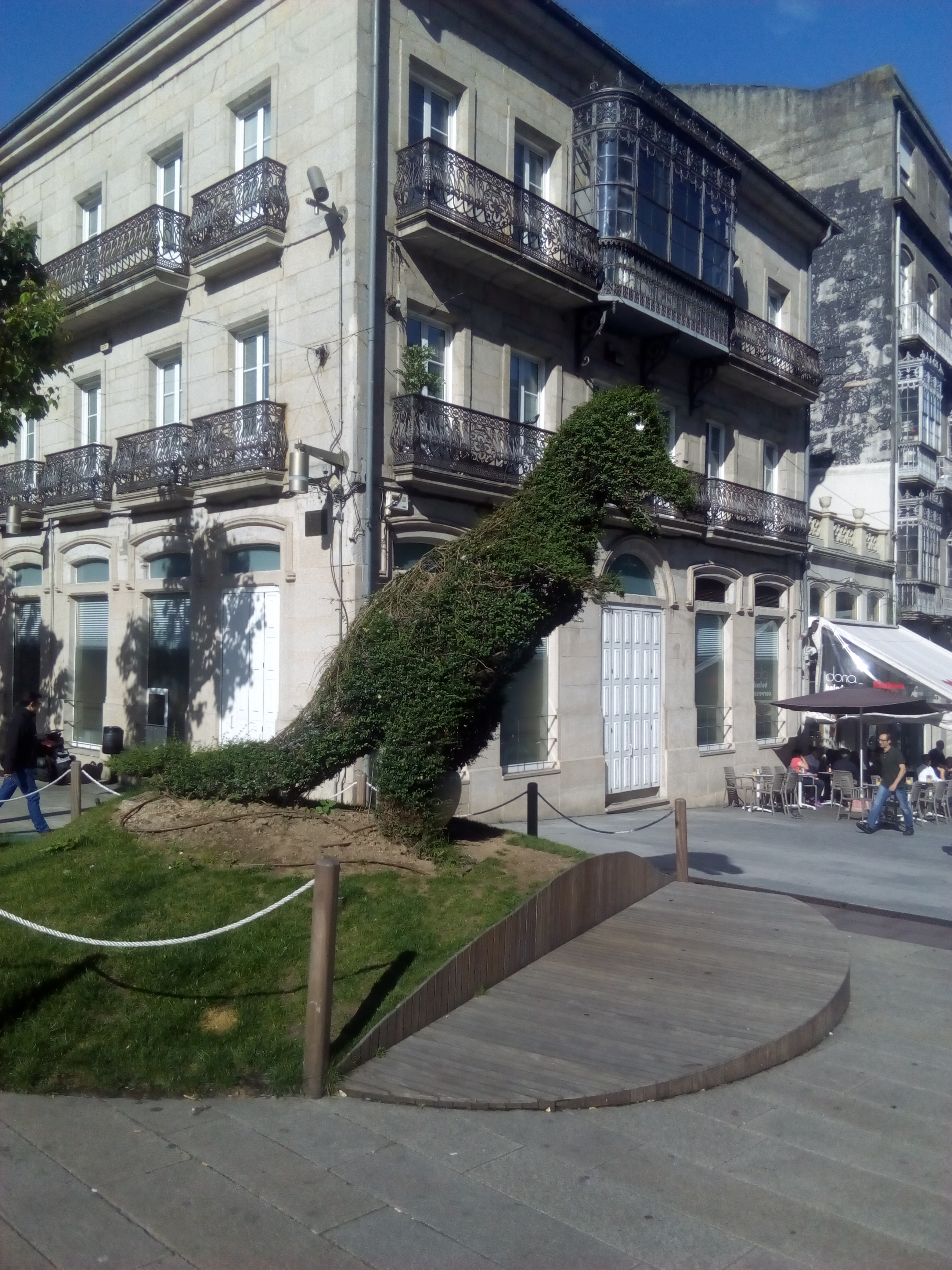
El Dinoseto.
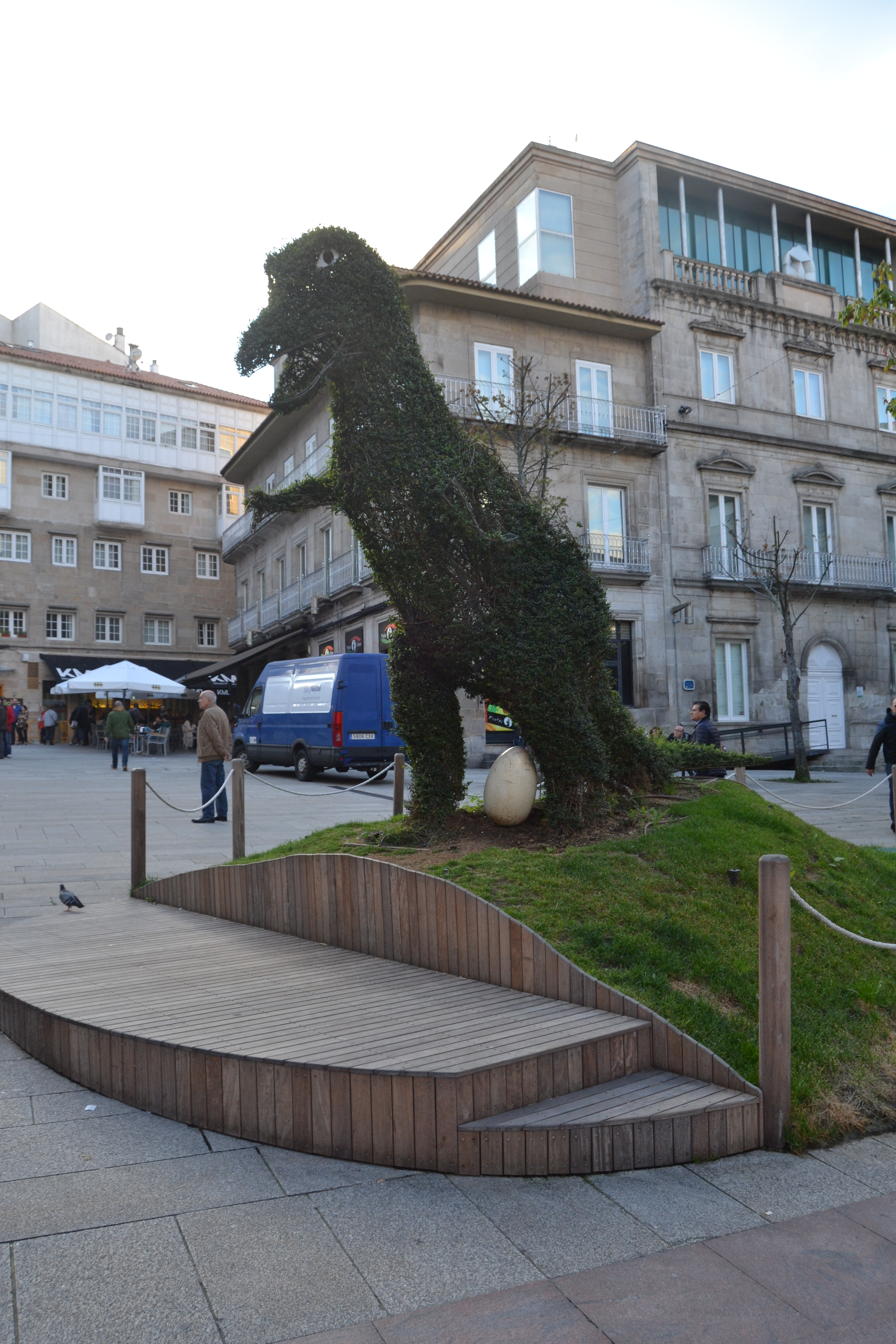
El Dinoseto y su huevo en su plataforma.
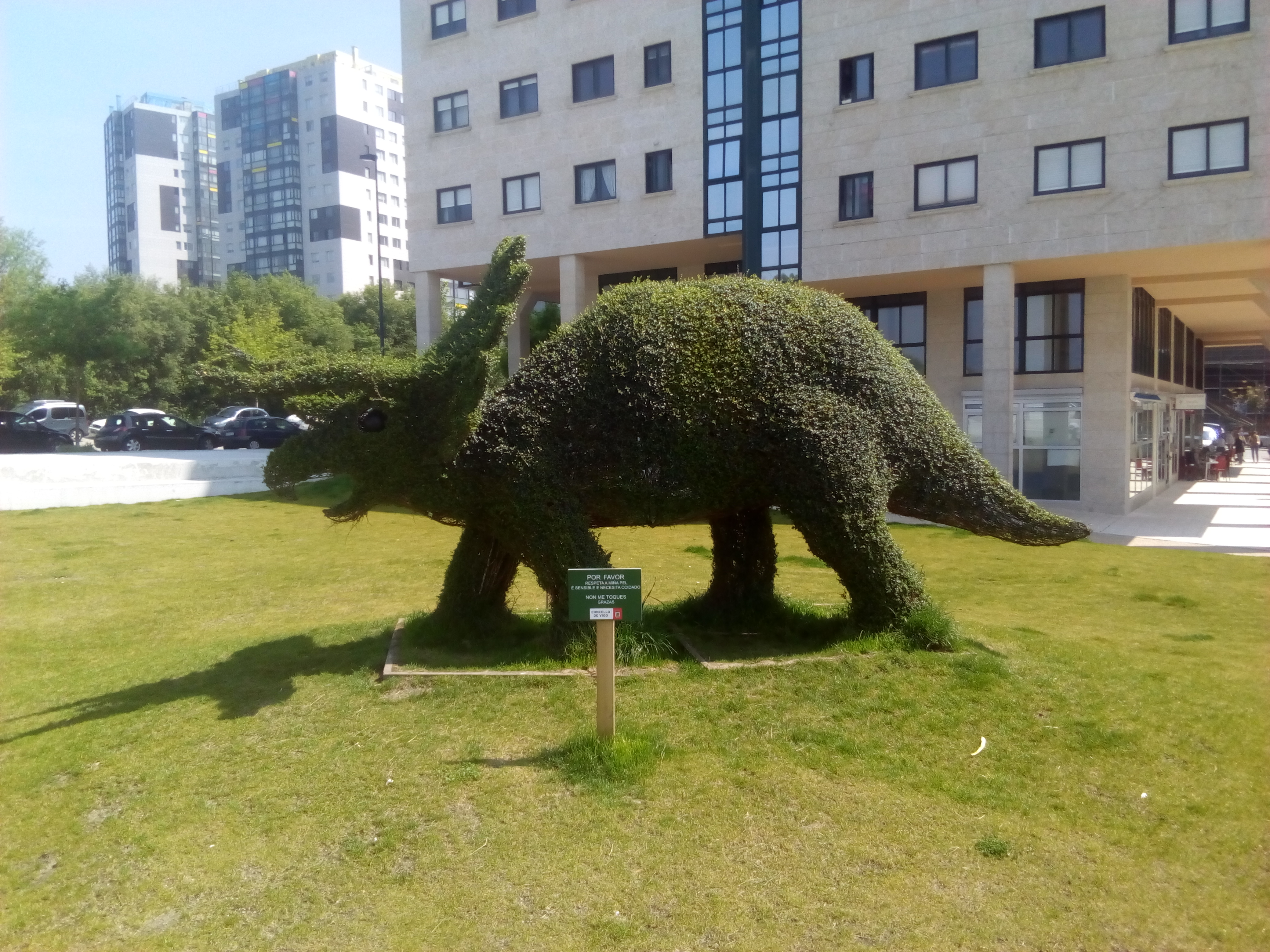
El Tricesetops de Navia.